# Джавахетски хребет
Джавахетският хребет или Кечутски (Мокри планини) (на грузински: ჯავახეთის ქედი; на арменски: Ջավախքի լեռնաշղթա) е планински хребет, част от планинската система на Малък Кавказ.
Простира се на 50 km в меридионално направление, като северната и средната му част е на територията на Южна Грузия, а южната му част – на територията на Северна Армения. Явява се вододел между десните притоци на Кура – Паравани (на запад и северозапад) и Храми (на север, североизток и изток) и река Ахурян (ляв приток на Аракс, десен приток на Кура) на югозапад. На северозапад чрез прохода Такматаш (2168 m) се свързва със Самсарския хребет, а на юг чрез прохода Карахачки (2272 m) – с Базумския хребет. Максимална височина връх Ачкасар 3196 m, (41°09′24″ с. ш. 43°57′33″ и. д. / 41.156667° с. ш. 43.959167° и. д.), издигащ се в южната му част, на границата между Грузия и Армения. На север, на грузинска територия е връх Джемиликли (3054 m). Изграден е основно от трахитови лави. Поради меридионалното си разположение западните склонове на хребета са силно овлажнени от идващите от Черно море влажни въздушни маси, поради което носи и названието Мокри планини. От източните му склонове водят началото множество малки реки (Карабулах, Машавера, Дзорагет и др.) от басейна на Храми, от западните склонове – малки леви притоци на Паравани, а от югозападните – малки и къси леви притоци на Ахурян. По западното му подножие са разположени езерата Паравани (най-голямото езеро в Грузия), Сагамо и Мадатапа. Въпреки обилните валежи хребетът е напълно обезлесен, като склоновете му са заети от планински степи, субалпийски и алпийски пасища.

## Топографска карта
- К-38-XХ М 1:200000[2]
- К-38-XХІ М 1:200000[3]
- К-38-XХVІ М 1:200000[4]
- К-38-XХVІІ М 1:200000[5]